# Chlorocoma xuthocrania
Chlorocoma xuthocrania là một loài bướm đêm trong họ Geometridae.